# Щ.И.Т.
Щ.И.Т. (англ. S.H.I.E.L.D., встречается перевод З.А.Щ.И.Т.А.) — вымышленное агентство, занимающееся шпионажем, охраной правопорядка и борьбой с терроризмом, действующее в американских комиксах, издаваемых Marvel Comics. Создано Стэном Ли и Джеком Кирби, впервые появилось в выпуске Strange Tales № 135 (август 1965 г.). Оно часто имеет дело с паранормальными и сверхчеловеческими угрозами международной безопасности.
Первоначально аббревиатура расшифровывалась как «Главное управление отдела международного шпионажа и правоохранительных органов». В 1991 году она была преобразована в «Управление стратегической разведки и материально-технического снабжения». В различных фильмах, действие которых происходит в кинематографической вселенной Marvel, а также в нескольких мультсериалах бэкроним означает «Отдел стратегического вмешательства, охраны правопорядка и материально-технического обеспечения».
Организация активно фигурировала в различных адаптациях, в том числе в фильмах и сериалах, действие которых происходит в кинематографической вселенной Marvel.
Гидра

## История публикаций
Введение Щ.И.Т. в Strange Tales в истории «Nick Fury, Agent of S.H.I.E.L.D.» произошло во время моды на боевики о секретных международных спецслужбах с броскими аббревиатурами, такими как в телесериале «Агенты А.Н.К.Л.», который по заявлению Стэна Ли в интервью 2014 года, и был основой для создания организации. Полковник Фьюри (первоначально главный персонаж из серии Marvel Comics о Второй мировой войне Sgt. Fury and his Howling Commandos) был изменён для новой серии. Он стал старше, начал носить повязку на левом глазу, и был назначен главой организации. Некоторые персонажи из Sgt. Fury and his Howling Commandos появились как агенты Щ.И.Т., в первую очередь Тимоти «Дум-Дум» Дуган, адъютант Фьюри, носящий шляпу-котелок.
Самый стойкий враг агентства — ГИДРА, преступная организация, возглавляемая бароном Вольфгангом фон Штрукером.
В своем первом появлении Щ.И.Т. была представлена как существующая, полноценная организация, в которой Тони Старк отвечал за специальное оружие, а Фьюри видел в нём «некоторого из самых известных шутов в каждой нации» (на следующей странице ими оказалась «половина лидеров свободного мира») на заседании Высшего международного совета. Многое было раскрыто за эти годы, чтобы заполнить пробелы в истории организации. Стэн Ли написал каждую историю при участии Кирби в создании сюжета, за исключением двух выпусков, один написан самим Кирби (№ 148), а другой Деннисом О’Нилом (№ 149). Художник новой серии Джим Стеранко, начавший работу в качестве контуровщика макетов Кирби в № 151 (декабрь 1966 г.), после выпуска, написанного Роем Томасом (№ 153), а также одного, написанного Стеранко в соавторстве с Томасом (№ 154), стал единственным автором сюжета серии начиная с выпуска № 155 (апрель 1967 г.)
Стеранко быстро зарекомендовал себя как один из самых революционных, инновационных и известных авторов истории комиксов. Рон Гуларт писал:
Даже самые тупые читатели могли почувствовать, что происходит что-то новое… С каждой проходящей проблемой усилия Стеранко становились все более и более новаторскими. Целые страницы были бы посвящены фотоколлажам с рисунками, [которые] игнорировали границы панелей и вместо этого работали вместе на плоскостях глубины. Первые страницы… стали невероятными производственными номерами, похожими по дизайну на афишу рок-концерта в Сан-Франциско того периода.Оригинальный текст (англ.)Chadwick Boseman was an immensely talented actor and an inspirational individual who affected all of our lives professionally and personally. His portrayal of T'Challa the Black Panther is iconic and transcends any iteration of the character in any other medium from Marvel's past. And it's for that reason that we will not recast the character.
Ларри Хама сказала, что Стеранко «объединил динамизм Джека Кирби с современными концепциями дизайна. Графический дизайн Питера Макса, оп-арт и искусство Энди Уорхола встроены в дизайн страницы. Все это выполнено в чётком, резком стиле, наполненном драматизмом и анатомическим напряжением».
Серия получила премию Alley Awards в 1967 и 1968 годах, а в последнем году была помещена в Зал славы наград. Сам Стеранко был записан в Зал славы комиксов в 2006 году. 12-страничные комиксы об агентстве Щ.И.Т. печатались в Strange Tales вплоть до № 168 (каждый раз выпускались истории о Докторе Стрэндже), после чего история была отделена в свою собственную серию с тем же названием, состоящую из 15 выпусков (июнь 1968 — ноябрь 1969), за которыми следует три полностью переизданных выпуска, начинающихся годом позже (ноябрь 1970 — март 1971). Стеранко написал и нарисовал выпуски № 1-3 и № 5, а также нарисовал обложки для № 1-7.
Новые истории о Щ.И.Т. не появлялись почти два десятилетия после первой сольной серии. За мини-серией Nick Fury vs. S.H.I.E.L.D., состоящей из шести выпусков (июнь-ноябрь 1988), последовал второй том Nick Fury, Agent of S.H.I.E.L.D. Вторая серия состояла из 47 выпусков (сентябрь 1989 г. — май 1993 г.); его основной сюжетной аркой было «Дело Делтайтов», в котором многие агенты Щ.И.Т. были заменены андроидами под названием Жизнеспособные модели человека.
Спустя год после того, как эта серия закончилась, был выпущен ваншот Fury (май 1994), который ретконизировал события двух предыдущих серий, переделав их как серию инсценированных событий, призванных отвлечь Фьюри от планов воскрешения барона фон Штрукера, главы ГИДРЫ. В следующем году писатель Говард Чайкин и художник Корки Лемкуль выпустили мини-серию из четырёх выпусков Fury of SHIELD (апрель — июль 1995 г.). Различные публикации также были посвящены сольным приключениям Ника Фьюри, такие как графические романы и ваншоты: Wolverine/Nick Fury: The Scorpio Connection (1989), Wolverine/Nick Fury: Scorpio Rising (октябрь 1994), Fury/Black Widow: Death Duty и Captain America and Nick Fury: Blood Truce (оба — февраль 1995 г.) и Captain America and Nick Fury: The Otherworld War (октябрь 2001 г.).

### Серии
- Nick Fury, Agent of S.H.I.E.L.D (1968—1971, 1989—1992)
- Nick Fury vs. S.H.I.E.L.D. (1988)
- Fury of SHIELD (1995)
- Kitty Pryde, Agent of S.H.I.E.L.D. (1997—1998)
- SHIELD (2010—2018)
- Howling Commandos of SHIELD (2015—2016)
- S.H.I.E.L.D. 50th anniversary (2015)
- Agents of SHIELD (2016)

## Вымышленная история организации
Первоначально было показано, что организация Щ.И.Т. связана с правительством США. Позже Щ.И.Т. был показан находящимся под юрисдикцией ООН, с огромными технологическими ресурсами в его распоряжении, с резолюциями Генеральной Ассамблеи ООН и законами, принятыми несколькими государствами, способствующими многим операциям. Однако несколько раз было показано, что организация находится всё же под контролем США, а не ООН, например, в Astonishing X-Men № 3, Ник Фьюри объясняет бездействие Щ.И.Т. тем, что инцидент произошёл не на американской территории.
Щ.И.Т. вырос как сверхсекретная международная организация (Фьюри не знал о нём, когда работал в ЦРУ) с Высшим международным советом, состоящим из высших должностных лиц и умнейших людей со всего мира, включая Тони Старка. Его первым директором был Рик Стоунер, бывший глава ЦРУ, но он был быстро убит Гидрой, и Президент Соединённых Штатов рекомендовал Нику Фьюри взять на себя эту должность. Позже выясняется, что высшей властью в Щ.И.Т. является совет из двенадцати таинственных мужчин и женщин, которые отдают Фьюри приказы, оставляя ему управлять их выполнением.
Одно из уникальных технологических нововведений Щ.И.Т. — ЖМЧ (Жизнеспособная модель человека) — чрезвычайно реалистичный андроид, используемый для замены людей, находящихся в смертельной опасности, — стало основой для двух крупных событий. Сначала суперзлодей Скорпио украл технологию и использовал её, чтобы создать вторую команду злодеев под названием Зодиак. Позже некоторые ЖМЧ, известные как Делтайты, достигли разумности и проникли в Щ.И.Т. и Гидру, заменяя ключевых членов, пока Фьюри не победил их. Это привело к расформированию первоначальной организации и замене её новой группой с тем же акронимом под контролем ООН. Новый Щ.И.Т. был более упорядоченным, поэтому Фьюри мог лично наблюдать за ним, но вскоре он снова стал большой организацией.
После катастрофической несанкционированной миссии в Латверии Фьюри фактически ушёл с поста исполнительного директора, получив международный ордер на свой арест. Его первым преемником был не один из его ближайших соратников, а относительно неизвестный новичок в иерархии Щ.И.Т., Мария Хилл. Стенограмма разговора между Хилл и президентом Соединённых Штатов показала, что она была выбрана на этот пост по решению ООН, чтобы не допускать к работе сторонников Фьюри и свести к минимуму отношение с сообществом супергероев. Президент также ожидал, что американка Хилл будет лояльной в первую очередь к США, несмотря на то, что Щ.И.Т. является организацией, учрежденной ООН.
Принятие Акта о регистрации супергероев и последующий конфликт между супергероями, известный как «Гражданская война» усилили разногласие между Щ.И.Т. и супергеройским сообществом, когда Щ.И.Т. было поручено возглавить правоприменение Акта и взять себе зарегистрированных супергероев в качестве оперативников.
Ближе к концу конфликта Хилл предложила Тони Старку возглавить организацию, а сама стала заместителем. Старк становится директором после завершения Гражданской войны и предпринимает ряд инициатив, в том числе строительство нового красно-золотого Геликарриеров по мотивам его брони Железного человека, введение детского сада в Геликарриере и ящик для предложений сотрудников. Хотя его обвиняли в том, что он относился к Щ.И.Т. как к дочерней компании Stark Industries, ему удалось упорядочить организацию и поднять моральный дух. Щ.И.Т. боролся с волной глобального сверхчеловеческого терроризма и был задействован в двух международных инцидентах, в результате которых директор Старк едва не был арестован, пока они не раскрыли, что за этим стоит Мандарин, и не остановили его от совершения геноцида с помощью патогена Экстремис.
В начале Секретного вторжения инопланетян-метаморфов Скруллов, Геликарриер отключен их вирусом и оставлен плавающим и отключённым в Бермудском треугольнике. Скруллы к этому моменту уже заменили большое количество агентов Щ.И.Т., в том числе высокопоставленного Тимоти «Дум-Дум» Дугана. После отражения вторжения президент Соединённых Штатов решает распустить Щ.И.Т. и заменяет Инициативу пятидесяти штатов и Мстителей Инициативой Громовержцев, которая находится под контролем Нормана Осборна.
Осборн преобразует Щ.И.Т. в новую организацию под названием М.О.Л.О.Т., созданную лояльными агентами Инициативы Громовержцев, а также бывшими агентами Щ.И.Т. и Гидры. Громовержцев официально распускают и превращают в чёрных оперативников, отвечающих только перед Осборном. Между тем, М.О.Л.О.Т. также работает вместе с новейшей и единственной спонсируемой правительством командой Мстителей, Тёмными Мстителями.
После Вторжения Фьюри обнаруживает, что сам Щ.И.Т. находился под контролем террористической организации Гидра, якобы с самого её начала.
После завершения серии Secret Warriors, Щ.И.Т. был реформирован, и Фьюри оставил его под контролем своего нового директора Дейзи Джонсон. Новый Щ.И.Т. впоследствии спас рейнджера армии США Маркуса Джонсона от наёмников, нанятых Левиафаном. Когда Маркус узнал, что был сыном Ника Фьюри (его имя при рождении было Ник Фьюри-младший) он и его армейский друг Фил Колсон присоединились к Щ.И.Т. Мария Хилл, а остальная часть Щ.И.Т. позже сформировала свою команду Тайных Мстителей.
Во время события Avengers: Standoff! Щ.И.Т. создает закрытое сообщество под названием Плезант-Хиллс, которое служит тюрьмой суперзлодеев. Используя технологию, полученную из космического куба под названием Кобик, Щ.И.Т. превращает сокамерников в мягких жителей Плезант-Хиллз.

### Организационная структура и порядок действий
На протяжении десятилетий разные авторы по-разному описывали организационную структуру Щ.И.Т. Первое издание Официального справочника вселенной Marvel описывает восьмиуровневую структуру ранжирования (техник, администратор, полевой агент, региональный офицер, специальный офицер, региональный директор, специальный директор, исполнительный директор), хотя почти не предоставляет подробностей по другим аспектам внутреннего распорядка Управления. Годы спустя в мини-серии Agents of Atlas упоминалась должность «субдиректора», и указывалось, что административный отдел Щ.И.Т. сам назывался просто «Директорат».
Большинство агентов Щ.И.Т. — обычные люди без сверхспособностей. В какой-то момент организация попыталась создать команду сверхчеловеческих агентов, состоящую из Марвел Боя (будущего Квазара), Техасского смерча, Синего потока и Вамп, но последние двое оказались тайными агентами преступной организации Корпорация, и команда распалась до того, как получила свою первую официальную миссию. Вторая команда, организованная годами позже, также просуществовала недолго.
Щ.И.Т. всё же периодически нанимает некоторых сверхлюдей, в том числе в свой Пси-дивизион, состоящий из агентов-телепатов, которые борются с подобными угрозами. Щ.И.Т. также получает помощь от независимых героев, когда требуются их особые способности. Он также принял в состав некоторых супергероев и суперзлодеев, но не в отдельную группу.
Штаб-квартирой организации является Геликарриер, массивный летающий авианосец, постоянно находящийся в воздухе и, среди прочего, содержащий эскадрилью реактивных истребителей и межконтинентальную баллистическую ракету. Кроме того, Щ.И.Т. поддерживает прочные связи с сообществом супергероев, особенно с Капитаном Америкой, Мстителями и Фантастической четвёркой, и часто обращается к этому сообществу за помощью в определённых миссиях.
В 2000-х годах в историях с Щ.И.Т. упоминалась иерархия уровней допуска, используемая либо вместо, либо вместе с ранее описанной структурой рангов. Иерархия допуска к системе безопасности действует по шкале от первого уровня (самый низкий) до десятого, который Мария Хилл, будучи исполнительным директором, описывала как самый высокий уровень. У самой Хилл в серии New Avengers был восьмой уровень.

### Выдающиеся члены
На протяжении большей части своего существования Щ.И.Т. возглавлялся Ником Фьюри, в историях середины 2000-х годов его сменила Мария Хилл. Она добровольно ушла с поста в 2007 году, став заместителем нового директора — Тони Старка. В число известных агентов Щ.И.Т. входят Таддеус «Дум Дум» Дуган и Габриэль «Гейб» Джонс, оба ветераны Ревущих коммандос Фьюри, действующих во Второй мировой войне, однако их сохранившаяся молодость не была объяснена, в отличие от схожей ситуации с Ником Фьюри. В Щ.И.Т. состояли графиня Валентина Аллегра де ла Фонтейн, Клэй Куортермейн (Агент 9), Джаспер Ситуэлл (агент 12) и Шэрон Картер (агент 13), все представлены в 1960-х годах; а также Джимми Ву, дебютирующий в комиксе Yellow Claw 1950-х годов и вновь представленный в 60-х годах.
По оценкам Капитана Америка, до событий Гражданской войны на действительной службе Щ.И.Т. находилось около трёх тысяч агентов.

### Оперативные базы
Хотя различные Хеликарриеры построенные на протяжении многих лет, долгое время считались основными мобильными базами Щ.И.Т., управление организацией также поддерживает ряд наземных баз по всему миру, в первую очередь «Щ.И.Т. Централ» в Нью-Йорке. Хотя некоторые из этих баз являются ограниченно доступными, большинство из них не раскрываются публично по соображениям безопасности. По всему миру разбросано несколько полностью оборудованных убежищ, двадцать восемь из которых известны только Нику Фьюри. Во время событий Гражданской войны Ник Фьюри скрывался в американском убежище. Он также сообщил Капитану Америке местонахождение одного из них, чтобы его могло использовать Сопротивление Акту о регистрации сверхлюдей.

## Альтернативные версии

### Дом М
В альтернативной реальности, где мутанты правят людьми, ЩИТ был полностью захвачен мутантами, и все они служили Дому Магнуса на Геноше. Себастьян Шоу является исполнительным директором ЩИТа, Росомаха отвечает за Красную гвардию Дома Магнуса (агенты Роуг, Джессика Дрю, Курт Вагнер, Мортимер Тойнби и Рэйвен Даркхолм), а Мародёры — подразделение секретных операций ЩИТа.

### Мутант Х
ЩИТ кратко упоминается в серии альтернативных вселенных Mutant X как кровожадная группа антимутантов. ЩИТ расшифровывался как «Спасители человечества, вмешавшиеся в эволюцию девиантов жизненной формы». 

### Ultimate
ЩИТ в параллельной вселенной Ultimate Marvel сначала возглавлял генерал «Громовержец» Росс. Во время войны в Персидском заливе проект Оружие X, возглавляемый полковником Джоном Рейтом , был санкционирован ЩИТом и привел к созданию Росомахи.
После того, как Росс ушёл в отставку, Ник Фьюри был избран исполнительным директором организации. Его первыми действиями было закрытие «Оружия Икс» и возрождение программы « Суперсолдат », поручив Ричарду Паркеру, доктору Брюсу Бэннеру, Франклину Шторму и молодому стажеру Хэнку Пиму попытаться воссоздать формулу, которая создала Капитана Америку. Это не удалось и привело к созданию Халка, когда Бэннер ввел себе сыворотку. Позже выяснилось, что химическое вещество под названием Оз, которое превратило Нормана Осборна в Зелёного Гоблина , также было создано в надежде воссоздать формулу Суперсолдата. Человек-паук также появился из формулы Оз. Кроме того, создание суперзлодеев Песочного человека и Электро связано с попыткой Hammer Industries воссоздать формулу суперсолдата для SHIELD. Затем SHIELD создал свою собственную команду супергероев, Ultimates. Ещё позже он поставил Людей Икс и Человека-паука под юрисдикцию SHIELD. В Ultimate X-Men # 65 (январь 2006 г.) ЩИТ разорвал отношения с Людьми Икс. После событий Ultimate Power SHIELD находится под руководством Кэрол Дэнверс , так как Ник Фьюри временно застрял в Supreme Power Вселенной. После «Ультиматума» Ник Фьюри становится главой подразделения Black-Ops в Ultimate Comics: Avengers. Также выяснилось, что он замышляет вернуть себе должность директора.  После того, как таинственная сила подставила Дэнверса за продажу суперсолдат соперничающим странам, выяснилось, что это была уловка Грегори Старка , чтобы стать директором, пока Фьюри, Мстители и Ultimates не остановили его, в результате чего Тор убил доктора Старка электрическим током.  После смерти Человека-паука Марвин Флюмм был назначен директором президентом США.  После арки под названием «Divided We Stand» кроссовер с участием Ultimate Comics: Spider-Man , Ultimate Comics: X-Men и Ultimate Comics: Ultimates , Моника Чанг (одна из бывших жен Ника Фьюри и вторая Чёрная вдова ) была назначена Капитаном Америкой директором после того, как агент Флюмм был уволен.  ЩИТ позднее был разобран после событий Катаклизма, поскольку, хотя Ультимейтс смогли победить Галактуса , разрушения, вызванные нападением Галактуса, и потеря Капитана Америки и Тора сделали его последней каплей для правительства Соединённых Штатов, которое немедленно решают закрыть ЩИТ, в результате чего появляются такие злодеи, как Норман Осборн (Зелёный Гоблин) и Виктор Ван Дамм.(Доктор Дум), которые, как выясняется, живы, передаются под стражу другим федеральным агентствам.
Во вселенной Ultimate Marvel SHIELD полностью контролируется Соединёнными Штатами, но поддерживает связи с Европейской оборонной инициативой и управляемой Великобританией STRIKE.

## Кинематографическая вселенная Marvel

### Фильмы
Щ.И.Т. появляется в нескольких фильмах, действие которых происходит в кинематографической вселенной Marvel:
- Впервые он упоминается в фильме «Железный человек», когда агент Фил Колсон пытается поговорить с Тони Старком о его побеге из плена. Колсон изначально несколько раз называет агентство полным названием. К концу фильма Колсон и несколько других агентов, действуя по наводке Пеппер Поттс, пытаются арестовать Обадайю Стейна, но тот надевает костюм Железного торговца и оказывается им не под силу. В сцене после титров Тони Старк встречает Ника Фьюри в исполнении Сэмюэл Л. Джексон), который говорит, что хочет поговорить с ним об «Инициативе Мстителей».

- Щ.И.Т. кратко упоминается во вступительных титрах фильма «Невероятный Халк» когда показано, что Щ.И.Т. знал об эксперименте, над которым работал доктор Брюс Баннер. Позже генерал Росс связывается с Щ.И.Т., и те помогают выследить учёного Сэмюэла Стернса, с которым переписывался Бэннер. В сцене после титров к генералу Россу подходит Тони Старк, который говорит, что они собирали некую особую «команду».

- ЩИТ появляется в фильме «Железный человек 2». Агент Наташа Романофф, известная как Чёрная вдова, по приказу Ника Фьюри следит за Тони Старком. Также вновь появляется Фил Колсон, он наблюдает за Старком во время его домашнего ареста, после чего Колсона вызывают в Нью-Мексико. В фильме утверждается, что Говард Старк является одним из основателей Щ.И.Т. После титров Фил Колсон прибывает в Альбукерке, штат Нью-Мексико, где он звонит Нику Фьюри и сообщает, что нашёл предмет, заинтересовавший Щ.И.Т. Этим предметом оказывается Мьёльнир, молот Тора.

- Щ.И.Т. появляется в фильме «Тор». В продолжение сцены после титров фильма «Железный человек 2» Фил Коулсон возглавляет команду Щ.И.Т. для защиты области, в которой упал Мьёльнир. В фильме впервые появляются Джаспер Ситуэлл (в исполнении Максимилиано Эрнандеса) и Клинт Бартон (в исполнении Джереми Реннера). В сцене после титров Ник Фьюри приводит Эрика Селвига на базу Щ.И.Т. для изучения Тессеракта, артефакта, содержащего в себе один из Камней Бесконечности — Камень пространства.

- Щ.И.Т. появляется в конце фильме «Первый мститель». Когда Стив Роджерс просыпается в нашем времени и покидает здание, его встречает Ник Фьюри и несколько агентов Щ.И.Т.

- Организация Щ.И.Т. играет важную роль в фильме 2012 года «Мстители». В фильме появляются Ник Фьюри, Фил Коулсон, Наташа Романофф, Джаспер Ситуэлл и Клинт Бартон, а также впервые показана заместитель директора Мария Хилл (в исполнении Коби Смолдерс). Значительная часть фильма происходит внутри Геликарриера, летающей базы.

- Щ.И.Т. один раз упоминается в фильме «Железный человек 3», когда Старк взламывает базу данных расследований Щ.И.Т. (и обнаруживает, что Щ.И.Т. работал над угрозой Мандарина).

- Щ.И.Т. занимает видное место в фильме «Первый мститель: Другая война» с Капитаном Америка в качестве агента Щ.И.Т. Помимо него в фильме появляются Чёрная вдова, Ник Фьюри, Мария Хилл, Джаспер Ситуэлл, а также новые персонажи: Шэрон Картер, Брок Рамлоу, Джек Роллинз и руководитель Александр Пирс. В фильме история организации рассматривается более подробно. В ходе сюжета раскрывается, что Арним Зола был привлечён к участию в создании Щ.И.Т. из-за его научных знаний, но он тайно возродил Гидру внутри организации с целью выявления и устранения потенциальных угроз для целей Гидры. Пирс, Рамлоу, Роллинз и Ситуэлл оказались агентами Гидры. Когда Роджерс раскрывает Гидру внутри Щ.И.Т., Фьюри, Романофф, Картер, Хилл и другие покидают агентство, и оно разваливается.

- В «Мстители: Эра Альтрона» показаны последствия распада Щ.И.Т. Мария Хилл теперь работает на Старка и Мстителей. Позже Фьюри появляется во время финальной битвы в Соковии, прилетев на Геликарриере вместе с несколькими агентами, включая Марию Хилл, и Джеймсом Роудсом. Они эвакуируют население Соковии с левитирующей массы суши, прежде чем её уничтожили Тор и Железный человек.

- В фильме «Человек-муравей» было показано, что Хэнк Пим и Джанет Ван Дайн были агентами Щ.И.Т., которые работали с Пегги Картер и Говардом Старком во время холодной войны. В начальной сцене фильма Хэнк покидает Щ.И.Т., узнав о том, что Говард пытается воспроизвести его формулу, способную изменять размер объектов.

- В фильме «Человек-муравей и Оса» говорится, что Эйва Старр, известная как Призрак, некоторое время работала на Щ.И.Т. в качестве шпиона, вора и убийцы.

- В фильме «Капитан Марвел», действие которого происходит в 1995 году, Ник Фьюри и Фил Колсон показаны как агенты низкого ранга, которые заключили союз с Кэрол Дэнверс. Представитель Скруллов (расы инопленятян-метаморфов) Талос на некоторое время принимает облик руководителя Щ.И.Т. Келлера.

- Щ.И.Т. появляется в «Мстители: Финал». Когда Мстители путешествуют во времени в 2012 году, они встречают агентов Гидры, выдающих себя за оперативников Щ.И.Т. (Джаспера Ситуэлла, Брока Рамлоу и Джека Роллинза), а также Александра Пирса. Позже Капитан Америка и Железный человек также отправляются в 1970 год, чтобы украсть Тессеракт с базы Щ.И.Т. в Кэмп-Лихай, где можно также раздобыть новые частицы Пима для возвращения в своё время.

### Телевидение
- Сериал "Агенты «Щ.И.Т.» был показан на канале ABC с 24 сентября 2013 по 12 августа 2020 г., продлившись 7 сезонов.

### Marvel One-Shots
Щ.И.Т. был показан в короткометражных фильмах Marvel One-Shots (которые связаны с кинематографической вселенной Marvel):
- В фильме «Консультант» Фил Колсон и Джаспер Ситуэлл обсуждали решение Всемирного совета безопасности поставить Эмиля Блонски себе на службу и решили помешать этому, послав Тони Старка поговорить с генералом Россом (что было показано в финальной сцене фильма «Невероятный Халк»).
- В фильме «Забавный случай по дороге к молоту Тора» показывается эпизод схватки Фила Колсона с грабителями в магазине во время поездки в Нью-Мексико между фильмами «Железный человек 2» и «Тор».
- В фильме «Объект 47» показан агент Блейк (сыгранный Титусом Велливером), который помогает Джасперу Ситвеллу заполучить «Объект 47» (оружие Читаури), который оказался во владении пары неудачников по имени Бенни и Клэр (сыгранные Джесси Брэдфордов и Лиззи Каплан). После этого пара присоединяется к Щ.И.Т., где Бенни назначается в научно-исследовательский центр, чтобы реконструировать технологию Читаури, а Клэр становится помощницей Блейка.
- В фильме «Агент Картер» Говард Старк предлагает Пегги Картер присоединиться к Щ.И.Т. Также появляется Тимоти «Дум Дум» Дуган (которого играет Нил МакДонаф).

## В других медиа

### Анимация
- Первое появление SHIELD на телевидении было в эпизоде «Миссия: Спасти гвардейскую звезду» мультсериала «Человек-паук и его удивительные друзья»
- ЩИТ фигурирует во втором сезоне мультсериала «Железный человек» 1990-х годов.
- ЩИТ несколько раз появлялся в мультсериале «Человек-паук» 1990-х годов, начиная с эпизода первого сезона «День хамелеона».
- SHIELD несколько раз появлялся в мультсериале «Люди Икс: Эволюция».
- SHIELD представлен в шоу «Супергеройский отряд».
- ЩИТ появляется в «Железный человек: Приключения в броне».
- ЩИТ появляется в эпизоде «Красный Омега» сегмента «Росомаха» Marvel Anime. В воспоминаниях командир ЩИТа отправляет Росомаху на секретную операцию, чтобы проникнуть и украсть карбонадий у русских.
- ЩИТ появляется в «Мстители: Величайшие герои Земли».
- ЩИТ появляется в «Великий Человек-паук».  Ник Фьюри и Фил Коулсон — идентифицированные члены SHIELD, которые появляются в сериале. Сам сериал вращается вокруг обучающей программы SHIELD, проводимой Ником Фьюри и Филом Коулсоном для молодых супергероев, состоящих из Человека-паука, Белого Тигра, Силача, Железного Кулака и Новы. В конце эпизода «Stan By Me» выясняется, что Дворник Стэн был одним из первых членов ЩИТа и придумал аббревиатуру организации. В эпизоде «Ловушка для родителей» выясняется, что родители Силача работали на ЩИТ и использовали свою версию сыворотки суперсолдата, чтобы наделить своего сына сверхспособностями. В эпизоде «Абсолютный яд» Человек-паук обнаруживает, что он вдохновил новое поколение молодых героев, став Мстителем. Он убеждает Фьюри завербовать их для создания новой команды «Новые воины».
- ЩИТ фигурирует в мультсериале «Мстители, общий сбор!».
- SHIELD фигурирует в фильме «Халк и агенты У.Д.А.Р.».

### Телефильм
В 1998 году вышел фильм Ник Фьюри: агент ЩИТа с Дэвидом Хассельхоффом в главной роли.

## Книги
- Tom Brevoort, Tom DeFalco, Matthew K. Manning, Peter Sanderson. Marvel Chronicle: A Year by Year History. — ISBN 9780756641238.
- Peter Sanderson. Marvel Universe. — ISBN 9780810942851.
- Robert G. Weiner. Marvel Graphic Novels and Related Publications: An Annotated Guide to Comics, Prose Novels, Children's Books, Articles, Criticism and Reference Works, 1965-2005. — ISBN 9780786425006.
- Robert M. Overstreet. Comic Book-17ed. — 1987. — ISBN 9780876377468.
- Alex G. Malloy. Comics Values Annual, 1998: The Comic Books Price Guide. — 1997. — ISBN 9780930625856.